# Parque nacional de Phu Langka
El parque nacional de Phu Langka (en tailandés, อุทยานแห่งชาติภูลังกา) es un área protegida del nordeste de Tailandia, que se encuentra en las provincias de Nakhon Phanom y Nong Khai. Se extiende por una superficie total de 50 kilómetros cuadrados. Fue creado en 2009.
El paisaje es montañoso y accidentado, a lo largo del río Mekong. Su punto más alto alcanza los 563 m s. n. m.